# 実相寺 (大田区)

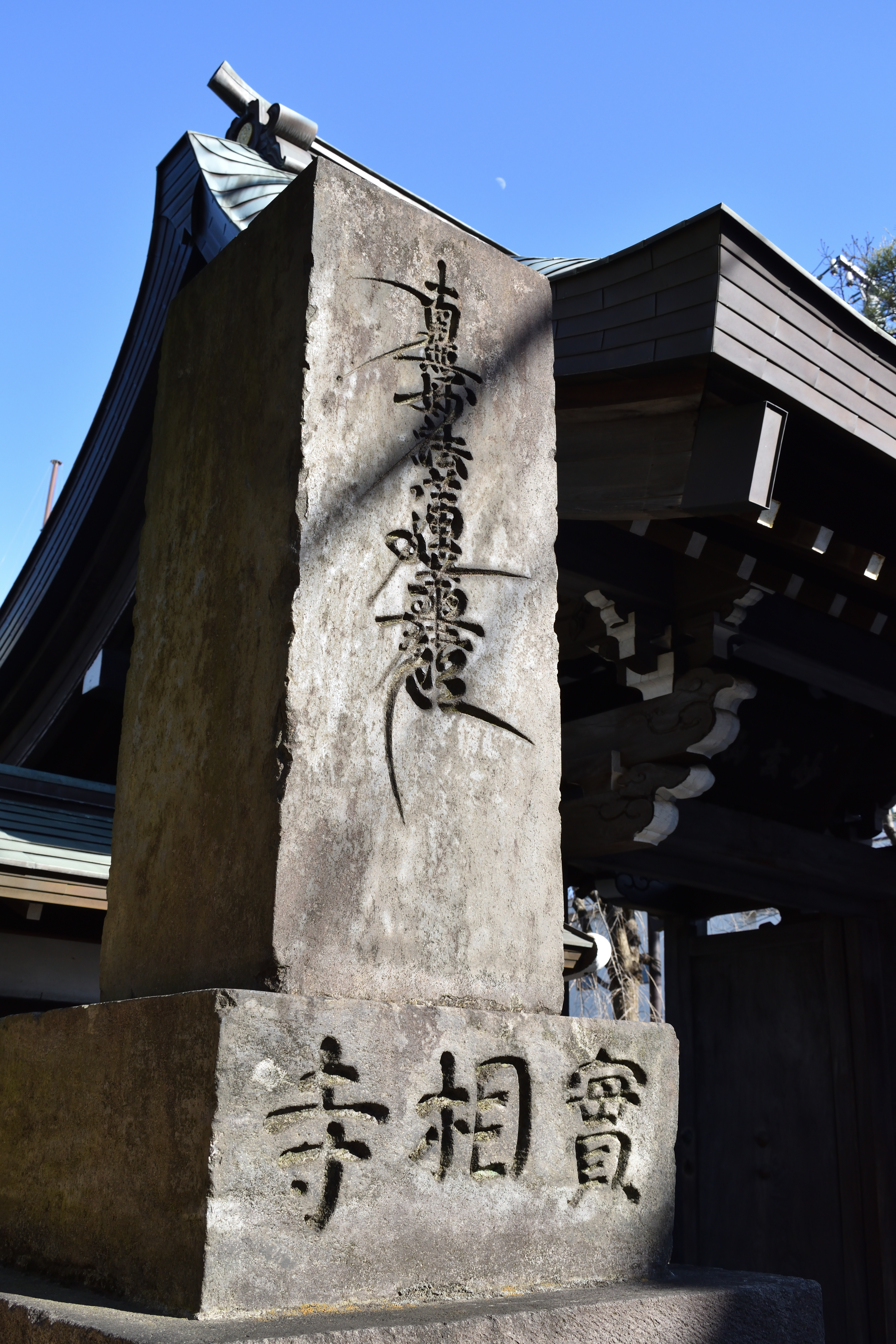
門前の題目石

実相寺（實相寺、じっそうじ）は、東京都大田区池上にある、日蓮宗の寺院。池上本門寺の子院。山号は妙玄山。池上芳師法縁縁頭寺。

## 歴史
- 天文19年（1550年）江戸の馬喰町に開創。
- 明暦3年（1657年）明暦の大火で浅草新寺町に移転。替地を拝領したため。
- 寛保3年（1743年）呉服屋「大丸」の帰依を受ける。このため大丸寺と呼ばれた。
- 大正12年（1923年）池上の妙玄庵と合併し現在地に移転。堂宇を建立した。
- 平成28年（2016年）入力された悩みに応じたデザインのお守りを注文できるネットサービスを開始[3]。

## 文化財
本堂および山門は大田区指定保存建造物である。

## 交通アクセス
- 東急池上線池上駅から徒歩12分（経路案内）。